# Blastobotrys raffinosifermentans
Blastobotrys raffinosifermentans är en svampart som beskrevs av Kurtzman 2007. Blastobotrys raffinosifermentans ingår i släktet Blastobotrys och familjen Trichomonascaceae.   Inga underarter finns listade i Catalogue of Life.